# Prodróma
Az orvostudományban a prodróma egy olyan korai jel vagy tünet (vagy jelek és tünetek halmaza), amely gyakran egy betegség kezdetét jelzi a diagnosztikailag specifikus jelek és tünetek jelentkezése előtt. A görög prodromos szóból származik, melynek jelentése 'előfutár'. A prodrómák lehetnek nem specifikus tünetek, illetve néhány esetben egyértelműen jelezhetnek egy adott betegséget. Ilyen lehet például a migrén egyik bevezető tünete, a migrénaura.
A láz, rossz közérzet, fejfájás és étvágytalanság gyakran előfordul sok fertőző betegség prodrómájában. A prodróma lehet egy krónikus neurológiai rendellenesség, például a migrénes fejfájás vagy epilepsziás roham epizódjának korai előfutára, ahol a prodróma tünetei között szerepelhet eufória vagy egyéb hangulatváltozás, álmatlanság, hasi tünetek, zavarodottság, afázia vagy fényérzékenység. Az ilyen prodróma pár naptól egy óráig terjedő intervallumban jelentkezik az epizód előtt.
A prodromális vajúdás (tévesen „álvajúdás”) a vajúdás megkezdődése előtti korai jelekre utal.

## A mentális egészségben
A prodróma egy olyan időszak, amelynek során az egyén bizonyos tüneteket és/vagy a működés megváltozását tapasztalja, amelyek előrejelezhetik egy mentális betegség kialakulását. Más néven prodromális szakasznak is nevezik, mégpedig akkor, amikor a szubszindromális stádiumra, vagy viselkedés-, hangulat- és/vagy kognitív rendellenességekre utalnak. A prodróma korai felismerése lehetőséget teremt a korai beavatkozásra, hogy késleltetni vagy csökkenteni próbálják a bekövetkezendő tünetek intenzitását.

### A szkizofrénában
A szkizofrénia volt az első rendellenesség, amelynél prodromális fázist írtak le. Azok az emberek, akiknél szkizofrénia alakul ki, általában nem-specifikus negatív tüneteket, például depressziót, szorongásos tüneteket és társadalmi elszigeteltséget tapasztalnak. Ezt gyakran enyhébb pozitív tünetek, például kommunikációs- és észlelési zavarok, illetve szokatlan gondolatok követik, amelyek nem emelkednek a pszichózis szintjére. A pszichózis kezdeténél az érintettek gyakran súlyosabb tüneteket mutatnak, mint például kezdetleges téveszmeszerű szokatlan gondolatok, kezdetleges hallucinációszerű észlelési rendellenességek, vagy kezdetleges gondolatzavarok miatti beszédzavarok. Ahogy a pozitív tünetek egyre súlyosabbá válnak, a korábban kezdődött negatív tünetekkel kombinálva az egyén megfelelhet a szkizofrénia diagnosztikai kritériumainak. Noha a szkizofrénia tüneteinek valamelyikeit tapasztaló egyének többsége soha nem fog megfelelni az összes diagnosztikai kritériumnak, kb. 20–40%-ukat diagnosztizálják szkizofréniával. A prodróma azonosításának és kezelésének egyik kihívása az, hogy nehéz megjósolni, hogy a tünetekkel rendelkezők közül ki fog végül megfelelni az összes diagnosztikai kritériumnak.

#### Időtartam
A szkizofrénia prodromális szakasza pár héttől akár öt évig is tarthat ). A komorbid rendellenességek - mint például a depresszió - ebben az időszakban gyakoriak.

#### Felismerés/kiértékelés
A szűrőeszközök közé tartozik a prodromális tünetek skálája és a PROD-szűrés.
A szkizofrénia prodrómjának jeleit és tüneteit teljesebben lehet felmérni strukturált interjúk segítségével. A Structured Interview for Prodromal Syndromes és a Comprehensive Assessment of At Risk Mental States (CAARMS) egyaránt érvényes és megbízható módszer a szkizofrénia vagy a kapcsolódó pszichotikus prodrómákat valószínűleg átélő személyek azonosítására.

#### Beavatkozások
A skizofrénia prodrómájának leírása hasznos volt a korai beavatkozás elősegítésében. Bár nem minden - prodromális tüneteket tapasztaló - egyénnél alakul ki skizofrénia, a randomizált kontrollos vizsgálatok arra engednek következtetni, hogy a gyógyszeres kezelés és/vagy a pszichoterápia beavatkozás javíthatja a kimenetelt. A hatékonyság igazolására szolgáló intervenciók között szerepelnek az antipszichotikus és antidepresszáns gyógyszerek, amelyek bár késleltethetik a pszichózis kialakulását és javíthatják a tüneteket, az antipszichotikumok tartós alkalmazása káros hatásokkal jár, beleértve a tardív diszkinéziát, amely egy visszafordíthatatlan neurológiai rendellenesség.  Az egyének és a családok pszichoterápiás kezelése javíthatja az életminőséget és enyhítheti a tüneteket, különösen a kognitív viselkedésterápia (CBT) segíti a megküzdési stratégiák javítását a pszichózis pozitív tünetek csökkentése érdekében.  Ezenkívül az omega-3 halolaj-kiegészítők hozzájárulhatnak a prodromális tünetek csökkentéséhez.  A jelenlegi irányelvek szerint azokat a személyeket, akik a magas kockázatú csoporthoz tartoznak a szkizofrénia kialakulása szempontjából, legalább egy-két évig monitorozni kell, és szükség esetén pszichoterápiás-, és gyógykezelésben kell őket részesíteni a tünetek kezelése érdekében.

### A bipoláris affektív zavarban

#### Tünettan
Egyre több bizonyíték van arra, hogy a bipoláris zavart prodromális szakasz előzi meg. Noha a bipoláris zavarban szenvedők többsége betegségének megjelenése előtt tapasztal valamilyen tünetet, a betegség prodrómáját szisztematikusan még nem írták le. A bipoláris zavar prodromális tüneteit leíró jelentések változóak és gyakran nem-specifikus tüneteket említenek, megnehezítve a prodromális fázis azonosítását. A leggyakoribb tünetek a túl sok energia, emelkedett vagy depresszív hangulat és az alvási szokások változásai.

#### Időtartam
A bipoláris zavar prodromális szakaszának időtartama erősen változó (átlag = 27,1 +/- 23 hónap). A legtöbb ember számára a bizonyítékok azt sugallják, hogy a prodromális szakasz elég hosszú ahhoz, hogy lehetővé váljon a beavatkozás.

#### Közbeavatkozás
A korai beavatkozás a bipoláris affektív zavar prodromális tüneteit mutató embereknél a betegség jobb kimeneteléhez vezet, mintha nem lépnének közbe. A jó eredményt mutató közbelépési módszerek közé tartozik a gyógyszeres kerelés (pl. hangulatstabilizátorok, atípusos antipszichotikumok) és a pszichoterápia. Különösen a családorientált terápia javítja az érzelmek szabályozását és segíti a felnőttek és serdülők funkcionalitását. Az interperszonális és társadalmi ritmusterápia (IPSRT) hasznos lehet a bipoláris zavar kialakulásának kockázatával elő fiatalok számára, segítve az alvás és a cirkadián-ritmusok stabilizálását. A pszichoedukciós pszichoterápia (PEP) fontos lehet az olyan egyéneknél, akiknél fennáll a bipoláris zavar kialakulásának kockázata. Ez a terápia a bipoláris zavar kialakulásának kockázatát a negyedére is csökkentheti. A PEP különösen előnyös lehet az átmeneti mániás tünetekkel küzdő egyének számára, mivel segítheti az ápolókat a prodromális mánia tüneteinek felismerésében és a korai beavatkozásban.  Az ilyen típusú terápia legfontosabb célja a hangulati rendellenességek- és kezelések pszichoedukciója, a szociális támogatás, valamint a tünetek kezelésének, az érzelmek szabályozásának, valamint a problémamegoldásnak és a kommunikációs készségek fejlesztése. Ez a kutatás még gyerekcipőben jár, így további vizsgálatokra lesz szükség annak meghatározására, hogy mely módszerek adják a legjobb eredményt.

## Gyakori betegségek és állapotok prodromális fázisa
- Divertikulitisz - az első nap folyamán súlyosbodhat, mivel kis törzsfájdalommal és/vagy enyhe hasmenéssel kezdődik, majd lassan hányás és éles fájdalom alakulhat ki a has bal alsó negyedében.
- Herpes simplex - bizsergés (paresthesia), viszketés és fájdalom.
- Kanyaró - láz, orrfolyás és kötőhártya-gyulladás jellemzi.
- Migrén - nem mindig fordul elő, és egyénenként változik, de szemészeti rendellenességeket is okozhat, mint például csillogó fények csökkent látással, megváltozott hangulat, ingerlékenység, depresszió vagy eufória, fáradtság, ásítás, túlzott álmosság, bizonyos ételek (pl. Csokoládé) kívánása, merev izmok (különösen a nyakban), fülek forróságérzete, székrekedés vagy hasmenés, fokozott vizelés és egyéb zsigeri tünetek.[23]
- Varicella - nem mindig vannak prodromális tünetei, de a bárányhimlővel fertőzött nem-beoltott gyermekek legalább 37%-ánál enyhe lázas állapottal társul.
- Parkinson-kór - szagok érzésének elvesztése (anozmia)
- Alzheimer-kór - a viselkedés, a személyiség és a nyelvhasználat korai károsodása[24]

## Fordítás
- Ez a szócikk részben vagy egészben  a   Prodrome című angol Wikipédia-szócikk ezen változatának fordításán alapul.  Az eredeti cikk szerkesztőit annak laptörténete sorolja fel. Ez a jelzés csupán a megfogalmazás eredetét és a szerzői jogokat jelzi, nem szolgál a cikkben szereplő információk forrásmegjelöléseként.